# Salon du Franc

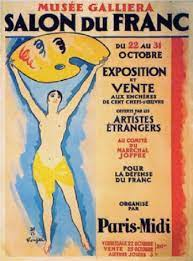
Affiche du salon du Franc en 1926 à Paris réalisée par Foujita

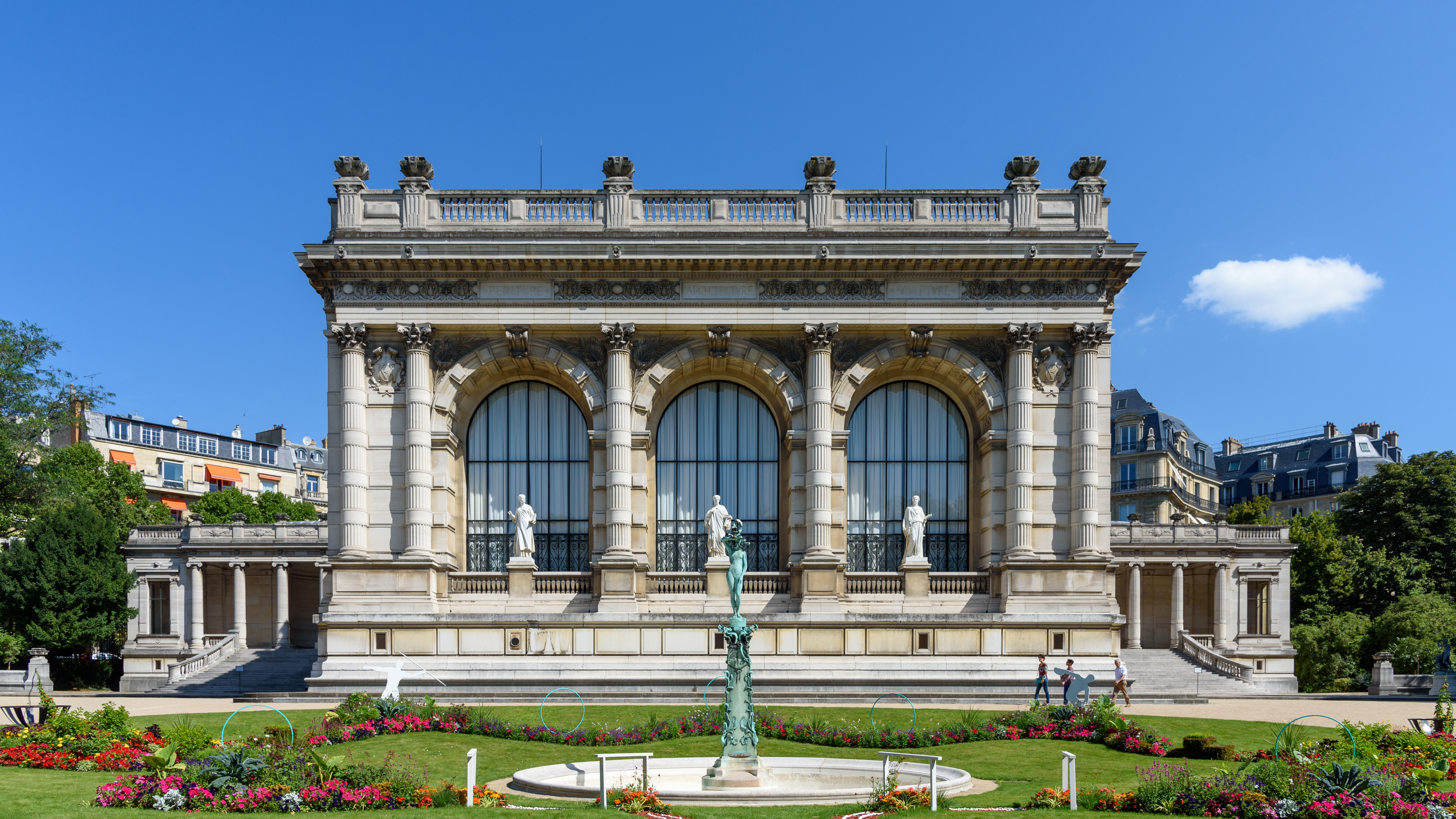
Le palais Galliera, dans le 16e arrondissement de Paris, où se tint le salon

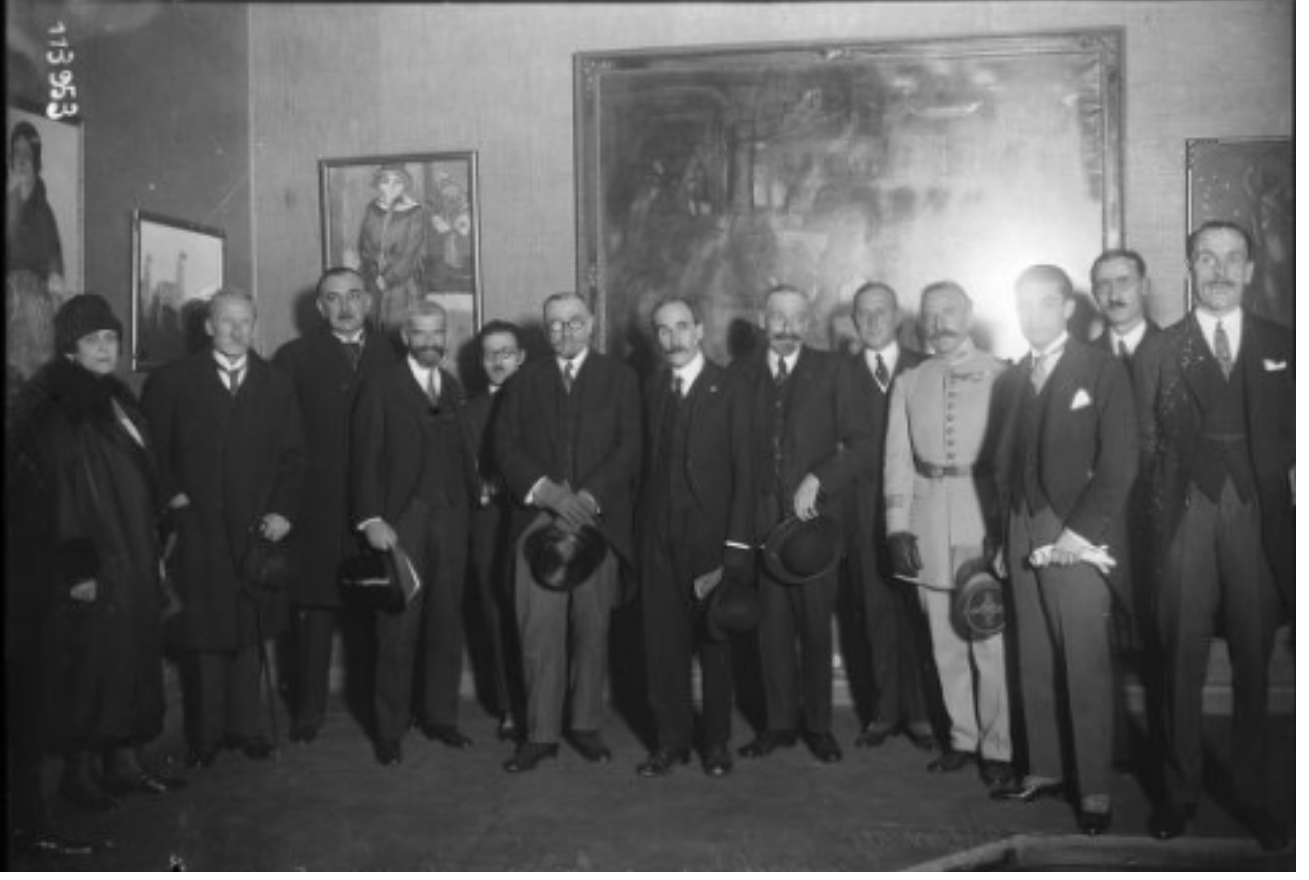
Inauguration du salon du Franc à Paris en 1926 avec de gauche à droite le mécène suédois Rolf de Maré, le président du Conseil municipal de Paris Pierre Godin, le directeur des Beaux-Arts Paul Léon et le commandant Desmazes.

Le salon du Franc est un salon artistique qui s'est tenu du 22 au 31 octobre 1926au palais Galliera, actuel musée de la Mode de la ville de Paris. Les artistes étrangers vivant en France avaient été sollicités pour exposer et vendre aux enchères une œuvre au profit de l'État pour soutenir le franc français alors en pleine dévaluation. Initiative du maréchal Joffre, le salon fut organisé par le journal Paris-Midi. Le président de la République Gaston Doumergue apporta son soutien en visitant le salon.
Durant l'entre-deux guerres, Paris abrita de très nombreux artistes étrangers, attirant aussi une forte clientèle étrangère pour leurs œuvres. Selon Béatrice Joyeux-Prunel « la dimension étrangère de l'École de Paris, celle de son marché comme des origines de ses artistes, suscitait des remous. Cela peut expliquer l’expression fréquente, chez une majorité d’entre eux, d’un fort attachement à la France » et donc qu'ils furent nombreux à participer au salon. Dans la préface du catalogue, Maurice de Waleffe écrit : « Paris est habité par les peintres et les sculpteurs du monde entier qui viennent étudier chez nous. Quand ils sont devenus célèbres, ils croient avoir contracté envers la France une dette intellectuelle. L'appel du Maréchal Joffre pour la contribution volontaire à la défense financière du sol français a provoqué chez eux un grand élan. »,.
142 artistes étrangers présentèrent et offrirent une œuvre dont les peintres Kees van Dongen (Portrait d'Anatole France), Pablo Picasso (Jeune Fille), Marc Chagall (Maternité), Tsugouharu Foujita (un double nu), Federico Beltrán Masses, Jules Pascin (Les Deux Filles), Frederick Carl Frieseke (Tulipes jaunes), Frank Armington (Pont-Royal), Filipp Maliavine (un portrait d'homme), Rodolphe-Théophile Bosshard (Léda), Pedro Figari (Dame créole), Rupert Bunny (une grande composition), Edgar Chahine (La Piazza en pointe sèche) et les sculpteurs Jo Davidson (buste d'Anatole France) et Naoum Aronson (buste de Pasteur). L'affiche du salon fut réalisée par Foujita.
La vente rapporta 746 000 francs (correspondant à 531 000 euros en 2022) dont 90 000 francs pour le Portrait d'Anatole France par Van Dongen et 79 000 francs pour la Jeune Fille de Picasso.